# Victor Smolski

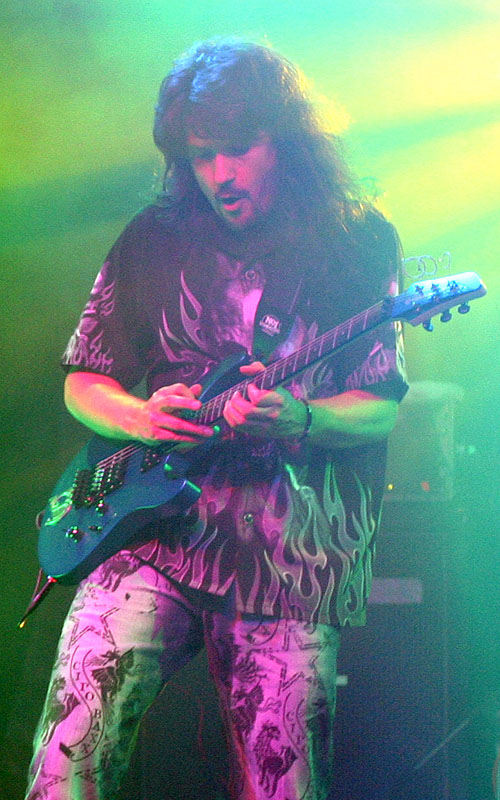
Victor Smolski junto a Rage durante un concierto en Zeche Bochum en Germany, 2008..

Victor Smolski (ruso: Ви́ктор Дми́триевич Смо́льский, bielorruso: Віктар Дзмітрыевіч Смольскі; nacido el 2 de enero de 1969 en Minsk, Bielorrusia) es un músico bielorruso, compositor y multinstrumentista. Fue un miembro permanente de la banda alemana de heavy metal Rage, desde 1999 hasta 2015. Actualmente se encuentra desarrollando numerosos proyectos musicales como la consolidación de su banda de heavy metal Almanac en 2016 en el que han lanzado 3 álbumes de estudio.

## Biografía
Es el hijo del Profesor Dmitry Smolski, uno de los líderes en composición rusa contemporáneos.
A los seis años empezó a estudiar piano y chelo, siguiéndoles la guitarra, siendo ya un profesional a los once años. A los catorce años tocó en la banda de rock Pesniary, banda que vendió alrededor de 10 millones de discos, pudiendo compararla con la banda alemana Scorpions.
Smolski ha ganado diplomas como guitarrista de rock y jazz, al igual que componiendo y haciendo arreglos musicales. En su infancia, Smolski estudió todo lo posible para ser músico.

## Primeros proyectos
En 1993, Smolski vivió en Alemania, donde trabajó en su EP titulado Destiny', el cual vio la luz en 1996.
En 1995, se unió a la exitosa banda de metal progresivo Mind Odyssey, posteriormente haciendo una gira junto con bandas como Savatage y Vicious Rumors. Durante la grabación de discos posteriores de Mind Odyssey, trabajó también con la Orquesta Sinfónica de Bielorrusia.
Smolski también trabaja como productor para la compañía B. Mind Records, ha descubierto y producido bandas como GB Arts y Delirious? al igual que artistas internacionales como el cantante DC Cooper. Ha trabajado para las compañías BMG, GUN Records, Drakkar y Ariola Victor.
Ha compuesto junto con su padre, Dmitry, sinfonías para guitarra eléctrica y orquesta clásica las cuales presentaron en una gira en Europa en 1999.

## Rage y su consolidación como solista
En junio de 1999, Smolski entró como guitarrista al grupo alemán Rage, presentando la nueva alineación en el Wacken Open Air del mismo año, después siguieron giras por Europa.
A principios del 2000, compuso y produjo su primer disco solista, el cual fue grabado con la cooperación de la Orquesta Sinfónica de Bielorrusia y sus colegas de Rage: Peavy Wagner y Mike Terrana.
Entre agosto y noviembre de 2000, el álbum de Rage Welcome To The Other Side fue grabado en los estudios VPS Studios. La mitad de las canciones fueron compuestas por Victor, quien también fue responsable de la producción.
En 2002, Rage produce su siguiente álbum, titulado Unity, un material de primer nivel de música metal, un vestigio del alto nivel técnico que Victor (en guitarras y teclados) y sus colegas habían conseguido. 
En octubre de 2003 sale a la venta el álbum Soundchaser. Una contribución por parte de Andi Deris de Helloween en Falling From Grace le da un atractivo especial a esta canción. Aparte de los numerosos conciertos y festivales en los que Rage se presentó, también hicieron una gira con Helloween a finales del 2003.
En noviembre de 2004, el último disco en solitario de Smolski, Majesty & Passion fue sacado a la venta por Drakkar Classic, en el cual Smolski llevaba piezas de Johann Sebastian Bach a versiones más pesadas.
Luego en 2006, sale a la venta un nuevo álbum de estudio de Rage, Speak of The Dead, el cual ha sido distribuido de mayor manera que los discos anteriores de la agrupación. Cabe destacar que es el último disco de estudio en contar con la participación del baterista Mike Terrana.
El 23 de febrero de 2007, Nuclear Blast saca a la venta Full Moon in St. Petersburg, un DVD/CD en vivo grabado por Rage en San Petersburgo en mayo del 2006.
A principios de 2008 Rage lanza una nueva obra de estudio titulada "Carved In Stone". Se trata además del primer disco en el que participa su nuevo baterista André Hilgers, el cual procede de bandas como Axxis o Silent Force. En este disco Rage muestra su intención de volver a las raíces del sonido del grupo.
En el año 2010 lanza un nuevo disco titulado "Strings To A Web" el cual cuenta con un total de 9 temas más una obra orquestada compuesta por Smolski la cual se divide en 5 movimientos llamada "Empty Hollow". La suite es compañada por la agrupación Lingua Mortis Orchestra.
Su álbum lanzado en 2012 lleva como título "21" haciendo referencia a la cantidad de discos sacados en estudio por la banda (sin contar sencillos, ediciones especiales o discos en directo). Su sonido vuelve nuevamente a lo más clásico de la banda sin contener obras con arreglos orquestales.
Finalmente en 2013 Smolski vuelve con un nuevo proyecto orquestado denominado LMO, haciendo referencia a Lingua Mortis Orchestra, para el cual concibió y compuso un sonido completamente pensado desde la orquesta en el que la banda Rage funcionaría como invitado de LMO. El disco final, se trata de una obra compuesta por 8 temas con un total de 54 minutos de duración más dos temas clásicos de Rage reversionados por la orquesta. Se trata de un proyecto a escala mayor en donde además de la orquesta compuesta por más de 100 músicos provenientes de España y Bielorrusia participan tres cantantes adicionales junto a Smolski y sus compañeros de Rage. El disco se trata de una obra conceptual que narra la quema de brujas en Gelnhausen durante 1599 y cuyas letras fueron pensadas por Peavy Wagner, cantante y fundador de Rage. Durante los años 2013 y 2014 la banda junto a la Lingua Mortis Orchestra se ha presentado en diferentes escenarios dando a conocer el nuevo proyecto musical.
El 4 de febrero de 2015 la banda anuncia en un comunicado que Victor y Peavy no seguirán trabajando juntos debido a cambios personales y musicales dando así por finalizado una etapa de 15 años de Smolski junto a Rage.

## Discografía
- Inspector - "Russian Prayer" - 1993
- Solista - "Destiny" (EP) - 1996
- Mind Odyssey - "Nailed To The Shade" - 1998
- Mind Odyssey - "Signs" - 1999
- Rage - "Ghosts" - 1999
- Solista - "The Heretic" - 2000
- Rage - "Welcome To The Other Side" - ((2001))
- Rage - "Best Of - All G.U.N. Years" (Compilacion) - 2001
- Rage - "Unity" - 2002
- Rage - "The Lingua Mortis Trilogy" (Compilacion) - 2002
- Rage - "Soundchaser Demo" (Demo) - 2003
- Rage - "Soundchaser" - 2003
- Siggi Braun Fine Young Guitars - "Perfect Passion" - 2004
- Rage - "From The Cradle To The Stage: 20th Anniversary" (En vivo, CD y DVD) - 2004
- Solista - "Majesty & Passion" - 2004
- Кипелов - "Реки времён" - 2005
- Rage - "Speak Of The Dead" - 2006
- Solista - "The Heretic / Majesty & Passion" (Compilacion) - 2006
- Rage - Full Moon (sencillo) - 2006
- Rage - "Full Moon in St. Petersburg" (En vivo, DVD y CD) - 2007
- Nuclear Blast Allstars - "Into the Light" 2007
- Rage - "Carved in Stone" (CD y DVD) - 2008
- Rage - "2 Originals of Rage" (Unity / Soundchaser) - 2008
- Rage - "Gib Dich Nie Auf" (EP)" - 2009
- Mind Odyssey - "Time to Change It" - 2009
- Rage - "Into the Light/Purified" (sencillo) - 2010
- Rage - "Strings to a Web" - 2010
- Rage - "21 (Twenty-One)" - 2012
- Lingua Mortis Orchestra - "Cleansed by Fire" (sencillo) - 2013
- Lingua Mortis Orchestra - "LMO" - 2013
- Solista - "Two Orchestral Symphonies" (Compilacion) - 2013
- Rage - "The Soundchaser Archives" (Compilacion) - 2014
- Almanac - "Self-Blinded Eyes" (sencillo) - 2016
- Almanac  - “Tsar” - 2016
- Almanac - “Kingslayer” - 2018
- Almanac - "Rush of Death" - 2020
- Voodoo Gods - "The Divinity of Blood" - 2020
- Solista - "Self-Blinded Eyes (Instrumental Version)" (sencillo) - 2022
- Solista - "Unity" (sencillo) - 2023
- Solista - "Guitar Force" - 2023

### Productor
- Delirious - "Time is Progress"  - 1999
- Silent Force - "Infatuator" - 2001
- Avanitas - "Avanitas" (Demo) - 2002
- Seventh Avenue - "Between the Worlds" - 2003
- FreaKozaks - "Silent Murder" - 2010
- 8 Seasons - "No Regrets" (EP) - 2016

### Dirección e Ingeniería
- Savn - "Savn" - 2014

### Grabación
- Leaves' Eyes - "My Destiny" (EP) - 2009
- Leaves' Eyes - "Njord" - 2009
- Leaves' Eyes - "At Heaven's End (EP) - 2010
- Leaves' Eyes - "Meredead" - 2011
- Leaves' Eyes - "Melusine" (EP) - 2011
- Atrocity - "Okkult" - 2013
- Leaves' Eyes - "Symphonies of the Night" - 2013
- Eluveitie -    "Origins" - 2014
- Leaves' Eyes - "King of Kings" - 2015
- Leaves' Eyes - "Fires in the North" (EP) - 2016
- Leaves' Eyes - "Sign of the Dragonhead" - 2018

### Música
- Svartstorm - "Культ" - 2019

### Aparicones de Invitados
- GB Arts - "Return to Forever" - 1998
- Chris Jones - "Moonstruck & No Looking Back" - 2000
- GB Arts - "The Lake' - 2000
- Bob Lexington - "Point Whitmark 1 - Die Bucht Der 22 Schreie" - 2001
- Bob Lexington - "Point Whitmark 2 - Die Rote Hand Des Teufels" - 2001
- Bob Lexington - "Point Whitmark 3 - Die Insel Der Letzten Rache" - 2001
- Bob Lexington - "Point Whitmark 4 - Das Haus Der Vergifteten Bilder" - 2001
- Bob Lexington - "Point Whitmark 5" - Tief In Den Nördlichen Minen" - 2001
- Bob Lexington - "Point Whitmark 6" - Das Kalte Phantom" - 2001
- Perzonal War - "Different But the Same" - 2002
- Seventh Avenue - "Eternals" - 2004
- Mike Terrana - "Man Of The World" - 2005
- Vindex - "Power Forge" - 2005
- Der Bote - "Kalt!" - 2005
- Кипелов - "Москва '2005" - 2006
- Bob Lexington - "Point Whitmark 7 - Das Grab Aus Wüstensand" - 2007
- Bob Lexington - "Point Whitmark 8 - Am Berg Der Nebelspinne" - 2007
- Фактор Страха - "Твой идеальный мир" - 2008
- Perzonal War - "Bloodline" - 2008
- Subconscious - "All Things Are Equal In Death" - 2008
- Van Canto - "Tribe of Force" - 2010
- Pandea - "Soylent Green" - 2010
- The Claymore - "Damnation Reigns" - 2010
- Scheepers - "Scheepers" - 2011
- Saltatio Mortis - "10 Jahre Wild Und Frei" - 2011
- Seven - "Freedom Call" - 2011
- Adrian Weiss - "Big Time" - 2011
- Der Bote - "Morgenwelt" - 2013
- Axxis - "25 Years of Rock and Power" - 2015
- Overwind - "Level Complete" - 2015
- Vivaldi Metal Project - "The Four Seasons" - 2016
- Dezperadoz - "Call of the Wild" - 2017
- FB1964 - "Störtebeker" - 2017
- Perzonal War - "Neckdevils - Live" - 2018
- Eunomia - "The Chronicles of Eunomia Part I" - 2018
- Martin Engelien - "Das Grosse Go Music Weihnachtskonzert 2018" - 2018
- Blamage - "Kavalerie" - 2018
- Артерия - "Znakи" - 2019
- Wings of Destiny - "Ballads" - 2020
- Aillion - "Цель" (sencillo) - 2021
- Andrey Gadzhibalaev - "Tornado" (sencillo) - 2021
- Sonic Haven - "Vagabond" - 2021
- Valentin Lezjenda's Speed of Darkness - "Альтернативная реальность" - 2021
- Dymytry - "Revolt" - 2022
- Andrey Gadzhibalaev - "Fourth Dimension" - 2022
- Conor Brouwer's Call of Eternity - "Call of Eternity" - 2022

## Filmographia

### Banda sonora
- Der Schuh des Manitu (2001) (writer: "Straight to Hell")

### Self
- Wacken Metal Overdrive (Video 2003) - Himself
- Rage: From the Cradle to the Stage - 20th Anniversary (Video 2004) - Himself
- Rage: Full Moon in St. Petersburg (Video 2007) - Himself
- Rage: Strings to a Web - Official Festival Bootleg (Video 2010) - Himself
- Saxon: Heavy Metal Thunder (Video 2010) - Himself
- Leaves' Eyes: The Road to King of Kings (TV Series 2015) - Himself (credit only)